# الجيش الألماني
البوندسفير (بالألمانية: Bundeswehr) (الترجمة الحرفية: الدفاع الاتحادي) القوات المسلحة لجمهورية ألمانيا الاتحادية. ينقسم البوندسفير إلى الجزء العسكري (القوات المسلحة أو شترايتكرافته) والجزء المدني، ويشمل الجزء العسكري بدوره كلًا من الجيش الألماني، والقوات البحرية الألمانية، والقوات الجوية الألمانية، وخدمة الدعم المشترك، والخدمة الطبية المشتركة وخدمة مجال الأمن السيبراني وتكنولوجيا المعلومات.
حتى 31 مايو 2023، ضمت قوات البوندسفير 181,672 عسكري في الخدمة الفعلية و81,612 مدني، ما يجعلها واحدة من أكبر 30 قوة عسكرية في العالم، وثاني أكبر قوة في الاتحاد الأوروبي بعد فرنسا. بالإضافة إلى ذلك، يبلغ عدد الأفراد الاحتياطيين في البوندسفير ما يقارب 34600 فرد (2023). يُعد الجيش الألماني سابع أكبر جيش من حيث التمويل في العالم، إذ يبلغ الإنفاق العسكري الألماني 66.8 مليار دولار (2023)، على الرغم من بقاء النفقات العسكرية منخفضة حتى وقت قريب بمتوسط 1.5% من الناتج المحلي الإجمالي الوطني، أي أقل بكثير من الهدف غير الملزم لحلف الناتو المتمثل بنسبة 2%. في عام 2024، أوفت ألمانيا بالتزامات الناتو من خلال رفع الإنفاق على قواتها المسلحة إلى 2% من ناتجها المحلي الإجمالي. تهدف ألمانيا إلى توسيع البوندسفير ليضم ما يقارب 203,000 جندي بحلول عام 2025 من أجل التعامل بشكل أفضل مع المسؤوليات المتزايدة.
نتيجة للمخاوف التي أعقبت الغزو الروسي لأوكرانيا، أعلنت ألمانيا عن تحول كبير في سياستها، إذ تعهدت بتخصيص 100 مليار يورو للبوندسفير – بهدف التعويض عن سنوات نقص الاستثمار – فضلًا عن رفع الميزانية إلى ما يزيد عن 2% من الناتج المحلي الإجمالي.

## لمحة تاريخية

### المبادئ التأسيسية
اقتُرح اسم البوندسفير لأول مرة بواسطة السياسي الليبرالي وجنرال الفيرماخت السابق هاسو فون مانتويفل. اتخذ البوندسفير من الصليب الحديدي (آيزانس كرويتس) شعارًا رسميًا له، إذ ارتبط هذا الرمز منذ فترة طويلة بالجيش الألماني. يُشتق الصليب الأسود (شفارتسس كرويتس) من رمز الصليب الأسود لفرسان التيوتون في العصور الوسطى؛ استُخدم هذا الرمز منذ عام 1813 كوسام عسكري لمختلف الرتب.
عند تأسيسه في عام 1955، تمحورت مبادئ البوندسفير التأسيسية حول تطوير قوة عسكرية جديدة تمامًا للدفاع عن ألمانيا الغربية. في هذا الصدد، لم يعتبر البوندسفير نفسه خلفًا لتنظيم رايخسفير (1921-1935) لجمهورية فايمار أو فيرماخت لهتلر (1935-1945)، ولم يتبنَّ أي تقاليد عائدة إلى منظمة عسكرية ألمانية سابقة. استندت مبادئ البوندسفير الرسمية إلى ثلاثة مواضيع رئيسية:
- أهداف الإصلاحيين العسكريين في بداية القرن التاسع عشر أمثال شارنهورست، وغنايزيناو وكلاوزفيتز.
- السلوك الذي أظهره أعضاء المقاومة العسكرية ضد أدولف هتلر، على وجه الخصوص محاولة اغتياله بواسطة كلاوس فون شتاوفنبرج وهينينغ فون تريسكوامر.
- تقليده الخاص منذ عام 1955.

يمثل القرع الإيقاعي الكبير (غروسار تسابفنشترايش) أحد التقاليد الأبرز في البوندسفير الحديث. يرجع أصل هذا القرع الإيقاعي العسكري إلى عصر لاندسكنيشت. أعادت جمهورية ألمانيا الاتحادية هذا الاحتفال العسكري الرسمي في عام 1952، أي قبل ثلاث سنوات من تأسيس البوندسفير. يُعزف التسابفنشترايش اليوم بواسطة فرقة عسكرية مكونة من 4 أفراد من عازفي البوق والدفية، وفرقة من الطبول، وما يصل إلى مجموعتين مرافقتين من فرقة فاخباتاليون التابعة للبوندسفير (أو فرقة مفوضة أخرى) وحاملي الشعلة. يقتصر عرض التسابفنشترايش على الاحتفالات الوطنية أو الاحتفالات الرسمية العامة. يمكن استخدامه أيضًا لتكريم الشخصيات البارزة الحاضرة مثل الرئيس الألماني الاتحادي، أو لتقديم خاتمة التدريبات العسكرية الكبيرة.
يُعد الغيلوبنس بدوره أحد التقاليد الهامة الأخرى في البوندسفير الحديث: القسم الرسمي الذي يؤديه العساكر المحترفون والمجندون (والمجندون السابقون) أثناء التدريب الأساسي. يوجد نوعان من القسم: تعهد خاص بالمجندين وتعهد خاص بالعاملين بدوام كامل.

يحدث التعهد كل سنة في تاريخ 20 يوليو، اليوم الذي حاولت فيه مجموعة من ضباط الفيرماخت اغتيال أدولف هتلر في عام 1944. يؤدي مجندو فاخباتايلون التابع للبوندسفير قسمهم (الغيلوبنس) في مجمع بيندلربلوك في برلين. كان هذا المجمع مقر المقاومة والمكان الذي حُكم فيه على الضباط بالإعدام بعد فشل محاولة الاغتيال. تُقام الاحتفالات الوطنية في مكان قريب داخل أراضي الرايخستاغ. تُقام أيضًا أحداث مشابهة في جميع أنحاء جمهورية ألمانيا. منذ إيقاف التجنيد الإجباري في عام 2011، صيغ التعهد الاحتفالي للمجندين بدوام كامل وغيرهم من المتطوعين كالتالي:
« Ich gelobe, der Bundesrepublik Deutschland treu zu dienen und das Recht und die Freiheit des deutschen Volkes tapfer zu verteidigen».

«أتعهد بخدمة جمهورية ألمانيا الاتحادية بإخلاص والدفاع عن حق الشعب الألماني وحريته بشجاعة».
يستبدل أفراد الخدمة في البوندسفير عبارة «Ich gelobe» بعبارة «Ich schwöre» («أنا أقسم»).

### الحرب الباردة: 1955-1990
بعد الحرب العالمية الثانية، وقعت مسؤولية الحفاظ على أمن ألمانيا على عاتق قوات الحلفاء الأربع: الولايات المتحدة، والمملكة المتحدة، وفرنسا والاتحاد السوفيتي. بقيت ألمانيا دون أي قوات مسلحة منذ حل الفيرماخت في أعقاب الحرب العالمية الثانية. لم تمتلك جمهورية ألمانيا الاتحادية أي جيش عند تأسيسها في عام 1949. ظلت جمهوية ألمانيا منزوعة السلاح تمامًا، إذ كان التخطيط لإنشاء جيش ألماني أمرًا محظورًا بموجب اللوائح التي وضعها الحلفاء.
استمر وجود بعض الوحدات البحرية الكاسحة للألغام مثل الإدارة الألمانية لكسح الألغام (Deutscher Minenräumdienst)، لكنها بقيت غير مسلحة وخاضعة لسيطرة الحلفاء، بالإضافة إلا أنها لم تكن بمثابة قوة دفاع وطنية. في 19 يونيو 1953، تأسس حرس الحدود الاتحادي (Bundesgrenzschut) الذي ضم مجموعة مكونة من 10,000 رجل من رجال الشرطة المتنقلين المسلحين بأسلحة خفيفة. ظهر مقترح لدمج قوات ألمانيا الغربية مع جنود فرنسا، وبلجيكا، وهولندا، ولوكسمبورغ وإيطاليا في جماعة الدفاع الأوروبية، لكن لم تُبذل أي جهود لتطبيقه إطلاقًا.
كان هناك مناقشات بين الولايات المتحدة، والمملكة المتحدة وفرنسا حول مسألة إعادة إحياء الجيش الألماني (الغربي). على وجه التحديد، اتخذت فرنسا موقفًا مترددًا حيال السماح لألمانيا بإعادة تسليح نفسها في ضوء التاريخ الحديث (غزت ألمانيا فرنسا مرتين، في الحرب العالمية الأولى والحرب العالمية الثانية، بالإضافة إلى هزيمتها فرنسا في الحرب الفرنسية البروسية في عامي 1870/1871). مع ذلك، بعد فشل مشروع مجموعة الدفاع الأوروبية في الجمعية الوطنية الفرنسية في عام 1954، وافقت فرنسا على انضمام ألمانيا الغربية إلى الناتو والسماح للدولة بإعادة تسليح نفسها.
مع تزايد التوترات بين الاتحاد السوفييتي والغرب، على وجه الخصوص بعد الحرب الكورية، كان من الضروري إعادة مراجعة هذه السياسة. في حين بدأت جمهورية ألمانيا الديمقراطية (ألمانيا الشرقية) بالفعل في إعادة تسليح نفسها بشكل سري، وُلدت قوة ألمانية غربية جديدة في عام 1950 تزامنًا مع تكليف المستشار كونراد أديناور مجموعة من الضباط الألمان رفيعي المستوى السابقين بمناقشة خيارات إعادة تسليح ألمانيا الغربية.
أمكن تأسيس أمت بلانك (وكالة بلانك، على اسم رئيسها ثيودور بلانك)، التي تمثل سلف وزارة الدفاع الفيدرالية اللاحقة، في نفس السنة من أجل التحضير لتأسيس قوات المستقبل. اقترح هاسو فون مانتويفل، الجنرال السابق في الفيرماخت وسياسي الحزب الديمقراطي الحر، إطلاق اسم البوندسفير على القوات الجديدة. وافق البوندستاغ في ألمانيا الغربية على هذا الاسم في وقت لاحق.
تأسس البوندسفير رسميًا في الذكرى المئوية الثانية لميلاد شارنهورست في 12 نوفمبر 1955. بالنسبة إلى التوظيف والتعليم، تمثلت الصفة الأولى الأكثر أهمية لعناصر القوات المسلحة الألمانية الجديدة في توجههم كمواطنين مدافعين عن دولتهم الديمقراطية، التي تخضع بالكامل للقيادة السياسية في البلاد. نشأت لجنة فحص العاملين لضمان امتلاك العقداء والجنرالات المستقبليين في القوات المسلحة موقفًا سياسيًا ملائمًا وخبرات مقبولة لدى الدولة الديمقراطية الجديدة. ظهر في تلك الفترة عدد من الإصلاحيين الجوهريين، أمثال الجنرال أولريش دي ميزير، والجنرال غراف فون كيلمانسيغ، وغراف فون باوديسين، الذين أعادوا التأكيد على بعض الأجزاء الأكثر ديمقراطية في تاريخ القوات المسلحة الألمانية ما سمح بوضع الأساس المدني العسكري الصلب لبناء البوندسفير.
بعد تعديل القانون الأساسي في عام 1955، أصبحت ألمانيا الغربية عضوًا في الناتو. شهدت آندرناخ أول استعراض عسكري عام في يناير 1956. في عام 1956، عاد قانون التجنيد الإجباري للسريان لجميع الرجال الذين تتراوح أعمارهم بين 18 و45 عام، لتعززه الدولة لاحقًا بقانون بديل مدني مع مدة أطول (انظر التجنيد الإجباري في ألمانيا). ردًا على ذلك، أسست ألمانيا الشرقية قوتها العسكرية الخاصة، الجيش الشعبي الوطني Nationale Volksarmee (إن في إيه)، في عام 1956، إلا أنها لم تفرض التجنيد الإجباري حتى عام 1962. أدت إعادة توحيد ألمانيا في عام 1990 إلى حل الجيش الشعبي الوطني. تلى ذلك تعليق التجنيد الإجباري – لكن دون إلغائه تمامًا كخيار بديل – في يناير 2011.
خلال الحرب الباردة، أصبح البوندسفير بمثابة العمود الفقري لقوات دفاع الناتو التقليدية في أوروبا الوسطى. ضمت هذه القوات آنذاك 495.000 عسكري و170.000 موظف مدني. على الرغم من صغر القوات المسلحة الألمانية مقارنة بتلك الفرنسية والأمريكية، يقيّم مؤرخ الحرب الباردة جون لويس غاديس البوندسفير بأنه «ربما أفضل جيش في العالم». يضم الجيش ثلاثة فيالق مكونة من 12 فرقة، معظمها مزودة بالدبابات وناقلات الجنود المدرعة. ضم سلاح الجو الألماني، لوفتفافه Luftwaffe، عددًا كبيرًا من الطائرات المقاتلة التكتيكية وشارك في الدفاع الجوي المتكامل للناتو (إن إيه تي آي إن إيه دي). كانت القوات البحرية بدورها مجهزة للدفاع ضد هجمات البلطيق، وتوفير التعزيزات المرافقة وإمدادات الشحن في بحر الشمال بالإضافة إلى احتواء أسطول البلطيق السوفييتي.
خلال الحرب السوفيتية الأفغانية في ثمانينيات القرن العشرين، نشر البوندسفير عناصر القوات الألمانية الخاصة في أفغانستان كجزء من عملية سرية. خلال هذا الوقت، لعبت عملية أمطار الصيف دورًا مهمًا.  تولت دائرة الاستخبارات الاتحادية الألمانية (بي إن دي) مسؤولية هذه المهمة السرية، إذ عملت على تسلل القوات الخاصة من ألمانيا الغربية إلى باكستان ومنها إلى أفغانستان.
تمثلت المهمة الأساسية لهذه الوحدات الخاصة في الحصول سرًا على تكنولوجيا الأسلحة السوفيتية، بما في ذلك دروع طائرات الهليكوبتر الحربية، والمركبات، والألغام الأرضية، والذخيرة الحربية الحديثة مثل طلقات اليورانيوم، والرؤوس الحربية الصاروخية، وأجهزة الرؤية الليلية وتكنولوجيا الملاحة. كان التعاون مع المجاهدين الثوار جوهريًا في هذه العملية السرية.
خلال تلك الفترة، لم يشارك الجيش الألماني في العمليات القتالية. مع ذلك، ترافقت التدريبات واسعة النطاق مع وقوع عدد من الإصابات والضحايا. أدى أول حادث من هذا القبيل في يونيو 1957 إلى غرق 15 مجند من المظليين في نهر إلر في بافاريا.

## مناورات تدريبية
تشارك القوات المسلحة الألمانية بفروعها المختلفة في العديد من المناورات العسكرية التدريبية لرفع مستوى الإستعداد القتالي وكفاءة القوات ومنها:
- مناورات أسد الصحراء
- مناورات الحافة البارزة
- مناورات المحارب المشترك
- مناورات النجم الساطع
- مناورات بالتوبس
- مناورات بيتش بلاك
- مناورات كليوباترا

## وصلات خارجية
- الجيش الألماني على موقع الموسوعة البريطانية (الإنجليزية)
- الجيش الألماني على موقع ميوزك برينز (الإنجليزية)